# Come On To Me
«Come On To Me» en español «Ven a mi» es una canción del músico británico Paul McCartney, que fue publicada como sencillo el 20 de junio de 2018 como un sencillo doble junto a "I Don't Know". Forma parte de su nuevo álbum de estudio, Egypt Station.
El sitio web de McCartney describió a la canción como "un estridente estruendo que aviva la chispa química en una llamarada".

## Versión en vivo
McCartney interpretó "Come On To Me" por primera vez en un espectáculo íntimo el 9 de junio de 2018 en el Philharmonic Dining Rooms de Liverpool como parte de su segmento en "Carpool Karaoke" para The Late Late Show with James Corden. 

## Personal
- Paul McCartney – voz, coros, guitarra eléctrica, guitarra acústica, órgano, percusión, armónica
- Paul "Wix" Wickens – teclados
- Rusty Anderson – guitarra eléctrica
- Brian Ray – guitarra eléctrica, bajo
- Abe Laboriel Jr. – batería
- Greg Phillinganes – piano
- Tim Loo – cello
- Greg Kurstin – guitarra eléctrica, percusión
- Muscle Shoals Rhythm Section – trompas

## Charts
| Charts (2018                           | Posición |
| -------------------------------------- | -------- |
| Bélgica (Ultratop)                     | 32       |
| Hungría (Single Top 40)                | 18       |
| Escocia (Official Charts Company)      | 55       |
| UK Download (Official Charts Company)  | 58       |
| US Adult Alternative Songs (Billboard) | 34       |
| US Hot Rock Songs (Billboard)          | 24       |